# MPEG-4 High Efficiency Advanced Audio Coding
MPEG-4 High Efficiency Advanced Audio Coding (kurz HE-AAC), auch AAC+ v1 genannt, ist ein lizenzpflichtiger Audio-Codec der Moving Picture Experts Group (MPEG). Der Standard liefert bei niedrigen Bitraten vergleichsweise gute Ergebnisse und eignet sich daher besonders für Live-Streams.

## Grundlagen
HE-AAC basiert auf MPEG-4 AAC, wurde jedoch um eine Technik namens Spektralband-Replikation (SBR) erweitert. Diese Technik kam bereits beim mp3PRO-Codec zum Einsatz. Dank SBR liefert HE-AAC vor allem bei niedrigen Bitraten (96 kbit/s und niedriger) eine bessere Klangqualität als das „normale“ AAC oder andere (ältere) Audiocodecs. Niedrige Bitraten, wie sie etwa beim Live-Streaming oder im Mobilfunk verwendet werden, sind daher der Haupteinsatzbereich von HE-AAC. Bei höheren Bitraten (über ~ 96 kbps) wird wegen der besseren Qualität weiterhin AAC in den Profilen Main oder Low Complexity (LC) benutzt.
HE-AAC unterstützt bis zu 48 Tonkanäle und Digitale Rechteverwaltung (DRM). HE-AAC kann mit konstanter oder variabler Bitrate verwendet werden. HE-AAC ist eingeschränkt abwärtskompatibel zu AAC. Das bedeutet, dass alle AAC-Dekoder auch HE-AAC-Streams dekodieren können. Da SBR hohe Frequenzen nur synthetisch erzeugt, kann mit HE-AAC im Gegensatz zu AAC (Main- oder LC-Profil) keine Transparenz erreicht werden.

## AAC+ v2
Neben AAC+ v1 (HE-AAC) gibt es mittlerweile eine neue Version des Codecs, die als AAC+ v2 oder eAAC+ bezeichnet wird. Der Codec AAC+ v2 verwendet, im Unterschied zu AAC+ v1, bei der Komprimierung von Stereo-Signalen zusätzlich eine Technik namens Parametrisches Stereo (PS). Dadurch können Stereo-Signale nochmals wesentlich effektiver komprimiert werden, was die Klangqualität bei niedrigen Bitraten weiter verbessert. Für reine Mono-Signale kommt PS dementsprechend nicht zum Einsatz. Auch AAC+ v2 ist abwärtskompatibel. Dekoder ohne spezielle Unterstützung für PS können AAC+ v2-Streams allerdings nur als Mono dekodieren.
Nur bei Datenraten unter 48 kbps liefert AAC+ v2 dem Hersteller zufolge bessere Klangergebnisse. Für Datenraten über 48 kbps wird vom Hersteller hingegen aus Qualitätsgründen weiterhin die Verwendung von AAC+ v1 empfohlen.

## xHE-AAC
Nach Angaben des Fraunhofer-Instituts für Integrierte Schaltungen ist xHE-AAC der jüngste und beste Algorithmus der AAC-Serie. Dieses Coding kombiniert angeblich das Extended High Efficiency Advanced Audio Coding mit dem MPEG-D DRC. DRC steht in diesem Fall für Dynamic Range Control. Gemeint ist eine algorithmische Dynamikverkleinerung.
xHE-AAC ist einer der Codec beim digitalen Rundfunksystem Digital Radio Mondiale (DRM), das jedoch nur von wenigen Ländern übernommen wurde.

## DVD-Audio
HE-AAC alias aacPlus v1 wurde im Juli 2004 von der Working Group 4 des DVD Forum als offizieller Audio-Codec für die sogenannte „Compressed Zone“ der DVD-Audio standardisiert. In diesem Bereich wird eine stark komprimierte Variante der Musikinhalte des DVD-Audios abgelegt, die DRM-geschützt auf tragbare Wiedergabegeräte überspielt werden kann.

## Abkürzungen
Es gibt für die "AAC+"-Varianten verschiedene Abkürzungen, mit deckungsgleichen Bedeutungen:
| AAC | SBR | PS   | Namen                                      |
| --- | --- | ---- | ------------------------------------------ |
| Ja  | Ja  | Nein | aacPlus v1, AAC+                           |
| Ja  | Ja  | Ja   | HE-AAC v2, aacPlus v2, enhancedAAC+, eAAC+ |